# 琵琶筒球虫
琵琶筒球虫（学名：Solenosphaera pandora）为胶球虫科筒球虫属的动物。分布于中太平洋，包括东海等海域。